# Genesis (geodätischer Satellit)
Genesis ist ein geplanter geodätischer Satellit der Europäischen Weltraumorganisation (ESA). Er soll mit drei oder vier verschiedenen geodätischen Messtechniken sehr exakte Daten mit einer Genauigkeit von einem Millimeter für das Referenzsystem International Terrestrial Reference Frame zur Satellitennavigation und darauf aufbauenden Anwendungen liefern. Entwicklung und Bau des Satelliten wurden im März 2024 in Auftrag gegeben. Der Start ist für 2028 geplant.
Der Satellit sollte nicht mit den US-amerikanischen Genesis-Experimentalsatelliten verwechselt werden.

## Status
Im März 2024 beauftragte die ESA Entwicklung und Bau von Genesis bei einem Konsortium von 14 Unternehmen unter der Leitung von OHB Italia S.p.A., einer Tochter der OHB. Das Projekt wird von Belgien, Frankreich, Italien, der Schweiz, Ungarn und dem Vereinigten Königreich unterstützt. Es ist eine der Missionen des FutureNAV-Programms, die in der Konferenz des ESA-Ministerrats 2022 genehmigt wurden.
Der Start ist für 2028 geplant.

## Aufgaben und Ziele
Genesis soll die Erde mit einer Genauigkeit von einem Millimeter vermessen und mit diesen Daten den bislang weniger genauen International Terrestrial Reference Frame (ITRF) verbessern. Der ITRF ist Grundlage genauer Navigationstechnik. Die exakteren Daten sollen unter anderem Galileo-fähigen Anwendungen nützen, zum Beispiel in den Bereichen Luftfahrt, Verkehrsmanagement, autonome Fahrzeuge, Ortung und Navigation. Darüber hinaus ist der ITRF von Bedeutung für die Meteorologie, bei Vorhersage von Naturgefahren und Überwachung der Auswirkungen des Klimawandels, sowie bei Landbewirtschaftung und Vermessung. Er ist zudem Grundlage für Untersuchung von Gravitations- und nicht-Gravitationskräften.

## Instrumente
Die erhöhte Genauigkeit soll durch eine Kombination von bis zu vier geodätischen Messtechniken an Bord des Satelliten erreicht werden, die über Synchronisierung und Cross-Kalibrierung eine Korrektur der Einzelmessungen erlauben:
- Very Long Baseline Interferometry (VLBI),
- Satellite Laser Ranging (SLR),
- Globale Navigationssatellitensysteme, insbesondere Galileo und GPS
- möglicherweise Doppler Orbitography and Radiopositioning Integrated by Satellite (DORIS).

Erreicht werden soll damit eine Genauigkeit von 1 mm bei einer Langzeitstabilität von 0,1 mm/Jahr. Die Synchronisation wird durch einen ultra-stabilen Oszillator (USO) erreicht werden.